# Estação Georges-Vanier
A Estação Georges-Vanier é uma das estações do Metrô de Montreal, situada em Montreal, entre a Estação Lionel-Groulx e a Estação Lucien-L'Allier. Faz parte da Linha Laranja.
Foi inaugurada em 28 de abril de 1980. Localiza-se na Rua St-Antoine. Atende o distrito de Le Sud-Ouest.